# Lüdersburg
Lüdersburg es un municipio situado en el distrito de Luneburgo, en el estado federado de Baja Sajonia (Alemania). Tiene una población estimada, a fines de 2020, de 647 habitantes.
Está ubicado a poca distancia al sur de la frontera con el estado de Schleswig-Holstein y al oeste de la de Mecklemburgo-Pomerania Occidental.